# CAレンティスタス
クルブ・アトレティコ・レンティスタス（スペイン語: Club Atlético Rentistas）は、ウルグアイの首都モンテビデオ近郊のセリート・デ・ラ・ビクトリアを本拠地とするサッカークラブである。通称はCAレンティスタス。2020シーズンはプリメーラ・ディビシオンに所属。

## タイトル

### 国内タイトル
- セグンダ・ディビシオン（1903-）：4回
  - 1971, 1988, 1996, 2010-11

- テルセーラ・ディビシオン（1913-）：1回
  - 1966

## レンティスタス経由の移籍
ブラジル人代理人のジョアン・フィゲルやコンスタンチン・テオがブラジル人選手を移籍させる際に移籍金獲得・脱法のためにレンティスタスを使用することで知られている。最近では元川崎フロンターレのレナチーニョや元東京ヴェルディのフッキの移籍の際に話題になった。ちなみに彼らはレンティスタスに一時所属したことになっているが実際にこのチームでプレイしたことはない。
これらは、ウルグアイでは移籍金に関する収入は非課税になっていることと大きく関係している。若手ブラジル人選手の保有権のみを買い取り、所有元のクラブにレンタル移籍させる。実績を積み重ねて、巨額のオファーが来たときに移籍させれば、本来課税されるはずの税金分だけ、レンティスタスと代理人には大きな利益がもたらされることになる。

## 歴代所属選手
（注）レンティスタスで一度もプレーしなかった選手を含む
GK
- アルヴァロ・アドリアン・ヌニェス（英語版） 1996-1999
- エステバン・コンデ（英語版） 2003-2004

DF
- エドゥアルド・アセベド 1994
- フィリペ・ルイス・カスミルスキ 2005-2008

MF
- ペドロ・ペデルッチ 1996-1997,2003
- セバスティアン・ヴァスケス（英語版） 2000-2002
- ディエゴ・デ・ソウザ・ガマ・シルバ 2007
- レンゾ・ロペス 2013-2014

FW
- パブロ・コレア（英語版） 1986-1988,1990-1991
- フッキ 2008
- レナチーニョ 2008